# Pera Bella Helena
La pera Bella Helena (en francés: poire Belle-Hélène), es un postre francés hecho con peras escalfadas en almíbar, acompañado de helado de vainilla y cubierto con chocolate caliente.

## Historia
En la representación de La Belle-Hélène, Ópera bufa en tres actos de Jacques Offenbach, en París en el Théâtre des Variétés el 17 de diciembre de 1864, al poco numerosos "chefs" de restaurantes de los Grands Boulevards nombraron sus preparados « Belle-Hélène », así aparece un turnedó a la parrilla Belle-Hélène, aderezado con papas fritas, berros y fondos de alcachofa rellenos de bearnesa. Las supremas de pollo salteadas Belle-Hélène se sirven en croquetas de espárragos, cubiertas con una hoja de trufa. Es en este contexto que el postre fue bautizado « poire Belle-Hélène ».
Su invento a veces se atribuye a Auguste Escoffier. 
Sin embargo, ninguna fuente histórica da fe de esto. En 1864, Escoffier trabajó en el hotel Bellevue de Niza. Allí conoció al propietario del Petit Moulin Rouge, un restaurante parisino de moda situado "rue d'Antin", quien le ofreció un trabajo como empleado de un asador. Así se instaló en París en 1865. Es más probable que luego reelaborara la receta para poire Belle-Hélène.

## Preparación
La pera Belle-Hélène se prepara con una pera entera generalmente de la variedad Williams. Después de haberlo pelado, conservando el pedúnculo, se escalfa en un jarabe de azúcar y agua a partes iguales. Enfriada, luego escurrida, la pera se coloca sobre helado de vainilla y cobertura de chocolate con una salsa picante, hecha de chocolate oscuro con la adición de un poco de mantequilla.